# Musée de la Marine israélienne
 (octobre 2012).
Si vous disposez d'ouvrages ou d'articles de référence ou si vous connaissez des sites web de qualité traitant du thème abordé ici, merci de compléter l'article en donnant les références utiles à sa vérifiabilité et en les liant à la section « Notes et références ».
Le Musée de la Marine israélienne (ou Musée national israélien de la mer) est un musée maritime dédié à la marine israélienne située dans le port d'Haïfa.
Il retrace l'histoire de l'immigration clandestine lors du Mandat britannique sur la Palestine, et de l'histoire de la marine israélienne de sa création à nos jours. Il est géré par le ministère israélien de la Défense. Il est ouvert au public depuis 1969.